# Iglesia de Nuestra Señora del Patrocinio (Rímac)
La iglesia y convento de Nuestra Señora del Patrocinio es un templo de culto católico ubicada en el tradicional distrito del Rímac, en el centro histórico de Lima.

## Historia
El beaterio y la primera capilla fueron concluidos en 1688. El templo en su conjunto solo se concluyó en 1754. En 1919 el beaterio se transformó en el convento de las hermanas dominicas del Santísimo Rosario.

## Arquitectura
El templo se encuentra en el Jirón Manco Cápac 164, en el costado oriental de la Alameda de los Descalzos, construida en el siglo XVII. Junto a ese espacio público también se encuentran la Iglesia de Santa Liberata y la de Nuestra Señora de los Ángeles.
La del Patrocinio es una iglesia atípica, pues su planta es rectangular, carece de crucero, y tiene una cúpula de media naranja sobre la capilla mayor.